# Glenn Hardin
Glenn Hardin   (Derma, 1 de juliol de 1910 - Baton Rouge, 6 de març de 1975) va ser un atleta estatunidenc, especialista en curses de tanques, que va competir durant la dècada de 1930.
El 1932 va prendre part en els Jocs Olímpics d'Estiu de Los Angeles, on va guanyar la medalla de plata en la prova dels 400 metres tanques del programa d'atletisme. Quatre anys més tard, als Jocs de Berlín, va guanyar la medalla d'or en la mateixa prova.
En el seu palmarès també destaquen tres campionats de l'AUU, el 1933, 1934 i 1936, i quatre de la NCAA, dos dels 400 metres i dos de les 220 iardes tanques, en ambdós casos el 1933 i 1934. Durant la seva carrera va millorar en tres ocasions el rècord del món dels 400 metres tanques, una d'elles en la final dels Jocs de 1932. Tot i finalitzar la cursa en segona posició, el vencedor, Bob Tisdall, havia tirat una tanca, cosa que invalidava el rècord segons les normes del moment. El rècord de 50.6", establert el 1934, no fou superat fins al 1953 pel soviètic Iuri Lituiev.

## Millors marques
- 400 metres. 46.5" (1934)
- 400 metres tanques. 50.6" (1934)[5]